# Tournoi de tennis de Grado
Le tournoi de tennis de Grado est un tournoi de tennis féminin du circuit professionnel WTA qui se joue sur terre battue en extérieur.
Il est initialement créé en 2025 pour rejoindre les tournois classés en WTA 125.

## Palmarès

### Simple
| No | Date       | Nom et lieu du tournoi | Catégorie | Dotation  | Surface      | Vainqueure       | Finaliste        | Score         |         |
| -- | ---------- | ---------------------- | --------- | --------- | ------------ | ---------------- | ---------------- | ------------- | ------- |
| 1  | 09-06-2025 | Grado Open, Grado      | WTA 125   | 115 000 $ | Terre (ext.) | Tereza Valentová | Barbora Palicová | 6-2, 4-6, 6-1 | Tableau |

### Double
| No | Date       | Nom et lieu du tournoi | Catégorie | Dotation  | Surface      | Vainqueures                          | Finalistes                        | Score            |         |
| -- | ---------- | ---------------------- | --------- | --------- | ------------ | ------------------------------------ | --------------------------------- | ---------------- | ------- |
| 1  | 09-06-2025 | Grado Open Grado       | WTA 125   | 115 000 $ | Terre (ext.) | Quinn Gleason Ingrid Gamarra Martins | Veronika Erjavec Dominika Šalková | 6-2, 5-7, [10-5] | Tableau |